# Antonio Tarver
Antonio Deon Tarver (Orlando (Florida), 21 november 1968) is een Amerikaanse bokser. Hij was kampioen lichtzwaargewicht bij de WBC, WBA, IBF en The Ring.
Tarver heeft een indrukwekkende amateurcarrière opgebouwd, waaronder het winnen van een bronzen medaille toen hij de Verenigde Staten vertegenwoordigde op de Olympische Zomerspelen 1996 in Atlanta. Uiteindelijk verloor hij daar van Vassiliy Jirov, die hij eerder had verslagen in een wedstrijd in de 1995 World Amateur Boxing Championships. Hij veroverde ook de gouden medaille op de Wereldkampioenschappen boksen 1995 in Berlijn, slechts twee maanden na het winnen van goud op de Pan-Amerikaanse Spelen in Mar del Plata. Tarver werd de eerste - en tot nu toe enige bokser die de Pan-Amerikaanse Spelen, Nationale Kampioenschappen en Wereldkampioenschappen allemaal in hetzelfde jaar heeft gewonnen.
In 2006 speelde Tarver als Mason "The Line" Dixon, de zwaargewicht kampioen in de film Rocky Balboa.